# Indautxu (metropolitana di Bilbao)
Indautxu è una stazione della linee 1 e 2 della metropolitana di Bilbao.
Si trova sotto Plaza Indautxu e lungo Urkixo Zumarkalea.

## Storia
La stazione è stata inaugurata l'11 novembre 1995 con il primo tratto della linea 1.